# Nawojowa
Nawojowa è un comune rurale polacco del distretto di Nowy Sącz, nel voivodato della Piccola Polonia.
Ricopre una superficie di 51,13 km² e nel 2004 contava 7 516 abitanti.

## Amministrazione

### Gemellaggi
- Jánoshalma, dal 1998[1]